# Eric Donovan
Eric Donovan (ur. 26 lipca 1985 w Athy) – irlandzki bokser, brązowy medalista mistrzostw Europy (2010) w Moskwie oraz Unii Europejskiej w 2009 w Odense.
Jako zawodowiec stoczył 12 zawodowych walk, wygrywając wszystkie.